# Distretto di Bouïnian
Il distretto di Bouïnian è un distretto della provincia di Blida, in Algeria, con capoluogo Bouïnian.